# Tibetoburmanska språk
Tibetoburmanska språkgruppen omfattar ett antal besläktade språk tillhörande den sinotibetanska språkfamiljen, som talas från Tibet i norr till Myanmar i söder och från Ladakh i Jammu och Kashmir i väster till de kinesiska provinserna Sichuan och Yunnan i öster. 
Gruppen omfattar följande grupper: 
1. De tibetanska dialekterna i Tibet och angränsande delar av Indien och Kina
2. Himalayagruppen i södra Himalaya från Lahul i väster till Bhutan i öster, mer eller mindre närmande sig de tibetanska dialekterna i byggnad och grammatik
3. Nordassamesiska gruppen, tre dialekter sträckande sig öster om Bhutan till norra Assam
4. Bodogruppen omfattar en rad dialekter från Bhutan i norr till Tippeera-staden i söder, med utbredning över större delen av Assam väster om Manipur och Nagaland samt även över en stor del av det egentliga Bengalen
5. Nagagruppen väster om Bodo i närheten av Nagaland med anknytning såväl till den tibetanska gruppen som den nordassamesiska
6. Kukichindialekterna söder om Nagaland över en serie höjder, under olika namn, som Lushai-, Chin- och Arakan Yomahöjderna, som sträcker sig söderut
7. Meitei i Manipur intar plats mellan den östligaste grenen av de tibetanska dialekterna och södra Kachingruppen, i ett område öster om Assam och norr om övre Burma med inbegrepp av Chindwins och Irrawaddys källområde. Chin- och kachingrupperna övergår så småningom i
8. Burmesiska språket i Burma (Myanmar), som ingår i yipho-burmanska språk. I denna grupp ingår också ett stort antal minoritetsspråk i södra Kina, Laos, Burma, Vietnam och Thailand; som till exempel akha, lahu, lisu, yi-språken.

## Begreppets historia
Det var den tyske lingvisten Julius Klaproth som 1823 i sitt verk Asia Polyglotta först sammanförde kinesiska, tibetanska och burmesiska till en gemensam språkfamilj som han kallade tibetoburmanska språk.
I motsats till de indoeuropeiska språk som beskrivits före hans tid, så var det blott ett fåtal av de tibetoburmanska språken som hade en skrifttradition: enbart tibetanska (600-talet), tangut (1000-talet), burmanska (1200-talet), meitei (1400-talet), newari (1400-talet) och nosu, samt lepcha och limbu. Några språk skrevs med det latinska alfabetet under kolonialtiden, däribland jingpho.
I Hou Hanshu (后汉书) finner man tvåspråkiga texter nedskrivna med det tibetoburmanska språk som talades av Bailangfolket (白狼) i Sichuan vid den tiden. Denna text är en rad-för-rad-översättning med kinesiska, och med dess hjälp har man kunnat utröna att detta språk står nära de yipho-burmanska språken. Detta är det äldsta skriftliga belägg för ett tibetoburmanskt språk.
De sinitiska språken är nära besläktade med de tibetoburmanska språken, och skulle i princip kunna räknas som en gren av dessa, vilket ju också Klaproth gjorde i början på 1800-talet. En gren som visserligen utmärker sig genom den stora mängden talare och skriftsystemets ålder.
Beläggen för den sinotibetanska språkfamiljen står att finna bland annat i de över 400 kognater (489 enligt Weldon South Coblin) mellan de sinitiska och de tibetoburmanska språken som klarlagts.
På grund av den stora mängden språk som är inblandade, så återstår fortfarande mycket arbete innan de fonologiska korrespondenserna mellan språkgrupperna kan slutligt fastställas. Typologiskt sett finns det dock stora skillnader mellan de sinitiska och de tibetoburmanska språken. Största skillnaden är den, att i tibetoburmanska familjen är ordföljden i satsen: subjekt, objekt, verb; i kinesiskan: subjekt, verb, objekt. Kinesiskan är ett, åtminstone vad gäller morfem, monosyllabiskt och isolerande språk, medan tibetanskan är ett agglutinerande språk. I synnerhet finns i tibetanska en pletora av kasussuffix, något som kinesiskan, helt saknar. Det finns därför fortfarande de som ifrågasätter om de sinitiska och de tibetoburmanska språken kan sammanföras i en sinotibetansk språkfamilj. Dock skall poängteras att fonologiska belägg vanligen har högre rang än typologiska belägg vad gäller genetisk klassifikation av språk.

### Tibetoburmanernas ursprung
De tibetoburmanska folkens ursprungliga hem synes vara att förlägga till övre Gula floden och övre Yangtzefloden i de ovannämnda provinserna Sichuan och Yunnan. De äldste invandrarna följde Tsangpo in i Tibet och gav upphov till tibetanerna. Andra övergick Brahmaputra och intog kullarna på Himalayas södra sluttningar. Från Irrawaddys och Chindwins källområde gick spridningsrörelsen in i Assam och Sydostasien. Somliga följde Brahmaputras lopp och slog sig ned på höjderna söder och öst om flodens stora krökning. 
Andra besatte Nagaland, under det talrika stammar torde ha följt Chindwin till Manipur och vidare till de södra höjderna. Burmanerna har följt Chindwin och Irrawaddy, och Kachins ha först i modern tid börjat sina vandringar söderut. 
Ursprungligen var tibetoburmanerna grannar till kineserna och thailändarna.